# 계은숙
계은숙(桂銀淑, 1961년 7월 28일 ~ )은 대한민국 서울 출신의 엔카·트로트 가수이다. 1977년에 대한민국에서 광고 모델로 데뷔하였으며, 1978년에 유니버설레코드에서 가수로 데뷔하였고, 1980년 "노래하며 춤추며", "기다리는 여심"을 발표하면서 그해 MBC ‘10대가수가요제’ 신인상을 수상했다. 1984년에 일본의 작곡가 하마 케이스케(浜 圭介)에게 사사하여 이듬해 7월 20일에 <大阪暮色>(오사카 보쇼쿠)로 일본에서 데뷔하였다. 이후 수많은 곡을 히트시켰고, 특유의 허스키한 보이스가 인기를 끌었다. 일본 진출 이후에는 내한 공연이나 국내 방송 출연을 극도로 자제하였다. 엔카에 진출한 대한민국 가수들 중에서 가장 큰 성공을 거둔 가수로 알려져 있으며, 또한 대한민국 가수로는 최초로 NHK 홍백가합전에 7년 연속 출연이라는 대기록을 세웠다. 일본의 고이즈미 준이치로 전 총리가 열혈팬으로 알려졌다.

## 생애

### 초년의 삶
계은숙은 1961년 7월 28일 서울에서 태어났다. 그녀의 어머니는 부친과 헤어진 후 친정으로 돌아와서야 그녀의 임신 사실을 알았다고 한다. 모친 송종열 씨는 서울 명동의 증권가에서 작은 매점을 운영했기 때문에, 서울에서 자랐다.
답십리초등학교와 성수여자중학교 시절엔 평범했고, 사이클 선수를 했던 고교시절엔 다른 팀 선수와 싸움을 한 것이 계기가 되어 전학을 했고, 최종적으로는 천호여자상업고등학교를 졸업했다.
계은숙은 중학교 때부터 계(桂) 씨 종친회를 찾아다니며 아버지의 행방을 수소문했다. 훗날 결국 아버지와 재회했지만, 이미 아버지에겐 새로운 가정도 있었고 어머니와도 서먹서먹하여 곧 인연이 끊어진 것으로 보인다.

### 데뷔와 한국에서의 활동
계은숙은 1977년 "럭키샴푸"의 CF 모델로서 연예계에 데뷔했고, 2년간 모델 활동을 했다. 1978년에 "유니버설레코드"에서 가수로 데뷔했다. 1980년 서라벌레코드에서 <노래하며 춤추며>, <기다리는 여심>을 발표하면서 MBC ‘10대가수가요제’ 신인상을 수상했다. 이후 <나에겐 당신밖에>, <다정한 눈빛으로>와 같은 히트곡을 내놓았다.

### 일본에서의 데뷔와 활동
일본에 살던 지인이 1981년부터 3년동안 일본 데뷔 및 일본 활동을 제의 했었으나, 당시에는 고사하고 있었는데, 당시 이덕화, 김청이 진행하던 MBC 생방송 <쇼 2000> 100회 특집에서 현숙의 <정말로>를 부르기로 되어 있었으나 한 차례의 파혼으로 인한 혼란스러운 심정 때문에 방송 펑크를 내게 되었으며, 이로 인해 방송 출연정지를 먹고, 한국에서 다시 가수 생활 할 자신이 없어서, 일본에 사는 지인의 제안을 받아들이고, 1984년 일본행을 택하였고, 지인의 추천으로 일본의 유명 작곡가인 하마 케이스케(浜圭介)를 소개 받는다.  1년 동안 하마 케이스케를 사사한 계은숙은 1985년에 <大阪暮色>(오사카 보쇼쿠)로 데뷔하였다.
이후로 계은숙은 <すずめの涙>(스즈메노 나미다), <夢おんな>(유메 온나), <酔いどれて>(요이도레테), <真夜中のシャワー>(마요나카노 샤와), <ベサメムーチョ>(베사메무초) 등의 곡들을 차례로 발매해 히트시켰고, 각종 음악상들을 휩쓸었다. 1988년 계은숙은 <夢おんな>(유메 온나)로 "제21회 일본유선대상"(日本有線大賞)의 그랑프리를 차지했다. 같은 해 그녀는 NHK의 연말 "홍백가합전"(紅白歌合戦)에 최초로 등장했고, 이후 1994년까지 7년 연속 출연했다. 또한 "일본 레코드 대상"(日本レコード大賞)의 단골손님이 되면서, 1990년에는 앨범 <真夜中のシャワー>(마요나카노 샤와)로 "제32회 일본 레코드 대상"에서 앨범 대상을 수상했다.
계은숙은 고백하기를, 데뷔 전 당시 소속사(제일 프로덕션) 사장에게 "엔카로 가게 된다면 싱글보다도 앨범이 팔릴 정도로 생명력이 긴 아티스트가 되게 해달라고 부탁했다"고 하는데, 엔카 가수로는 드물게도 앨범이 팔리는 가수가 되면서, "엔카는 [싱글은 팔려도] 앨범은 팔리지 않는다"는 기존의 징크스를 부쉈다.
1987년에 발매된 <北空港>(키타쿠우코우)는 작곡가 하마 케이스케와 듀엣으로 부른 곡으로, 일본 엔카의 여러 듀엣 곡들 중에서도 특히 인기가 높다. 이 곡은 현재도 카라오케 가게에서 사랑을 받아, 카라오케 랭킹에서 언제나 상위권에 들고 있다.
1992년에는 호리우치 다카오(堀内孝雄)와 듀엣으로 <都会の天使たち>(토카이노 텐시타치)를 발매하여 대히트를 기록했다. 이 해의 "NHK 홍백가합전"에서는 백팀 소속인 호리우치 다카오와 홍팀 소속의 계은숙이 이 곡을 함께 부름으로써, 이 프로그램의 역사상 볼 수 없었던 듀엣 형식이 최초로 시도되기도 했다.1992년 2월 22일에 계은숙은 3살 연상의 사업가와 조용기 목사의 주례로 여의도 순복음 교회에서 결혼했다. 이 부부는 1998년에 이혼한다.

### 소속사의 이적
1996년 계은숙은 보다 만족할 만한 콘서트 활동을 위해, 일본 데뷔 이래 계속 활동했던 "제일 프로덕션"(第一プロダクション)을 퇴사하여 독립했다. 그녀는 이후 "타이거 엔터프라이즈"(タイガーエンタープライズ) 社로 이적했다. 또한 레코드 회사도 "도시바-EMI 주식회사"(東芝EMI: EMI Music Japan Inc)에서 "타우루스 레코드"(トーラスレコード: Taurus Records inc)로 바꿔서, 9월달에 싱글 <愛ひとつ 夢ひとつ>(아이 히토츠 유메 히토츠)를 발매하였다.
그리고 같은 레코드회사 소속이었던 가수 테레사 텐(テレサ・テン, Teresa Teng: 鄧麗君, 덩리쥔)에게 자극을 받아, 자신의 이름 표기를 한자에서 카타카나 표기인 "케이 운수쿠"(ケイ・ウンスク: 계은숙)로 바꿨다. 그러나 1997년 7월 발매된 <『Yes』と答えて>(예스토 고타에테)부터 다시 한자 표기인 "桂銀淑"을 사용했다.
1996년 10월 발매된 발라드 앨범 <愛ひとつ 夢ひとつ>(아이 히토츠 유메 히토츠)에서는, 쿠니요시 료우이치(国吉良一)가 프로듀서를 맡아 계은숙의 보컬을 이끌어냈다. 동명 타이틀로 "도쿄후생복지연금회관"에서 진행된 콘서트는 1997년 1월에 "NHK-BS2"에서 방송했고, CD 및 비디오로도 출시됐다.
계은숙은 1993년 발매된 <アモーレ〜はげしく愛して〜>(아모레 하게시쿠 아이시테) 이후로는 하마 케이스케가 작곡한 곡들을 부르지 않았지만, 1998년 발매된 <人魚伝説>(닌교 덴세츠)부터 이 황금콤비가 부활했다. 하마 케이스케는 계은숙 팬클럽 회보에 기고한 글에서, "나는 그녀에게 다시 곡을 주게 되리라곤 상상조차 못하고 있었기 때문에, 이번에 스스로도 많이 놀랐다"며 기쁨을 표시했다.
같은 해 발매된 <プリーズ…>(푸리즈)는 연속극의 주제가로 사용되면서 대히트했다. "오리콘 차트"(オリコンチャート)에서 상위권을 차지하는 것은 물론, 유선방송 리퀘스트 순위에서도 인기를 모았다. 유선방송 리퀘스트 엔카 2위, 종합 9위를 기록했다.

### 부채로 인한 재판
계은숙은 2001년부터 돌연 TV와 라디오에서 모습을 감추고, 콘서트 활동에만 전념했다. 그해에 발매한 <あなたのそばに>(아나타노 소바니)도 미디어를 통한 프로모션을 하지 않았다. 콘서트에 등장한 계은숙은 "TV 출연에 지쳤다. 지금까지 많이 싸워왔다. 이제부터는 이렇게 라이브를 통해 여러분들과 만나고 싶다"고 말했다.
하지만 이후로 신곡의 CD 발매도 중단됐고, 다음 해부터는 콘서트 횟수도 격감했다. 그 배경에는 소속사인 "타이거 엔터프라이즈"와 차입금 문제로 트러블이 발생한 이유가 있었다. 그녀는 이 회사와 계약도 해지되었고, 2억 5,500만 엔에 달하는 지급금 반환소송도 진행되고 있었던 것. 그녀는 1996년 "제일 프로덕션"에서 독립한 이후 충실한 콘서트를 하려다보니 제작비가 많이 들어갔고, 거기서 적자를 겪으면서 빚이 늘어났다고 말했다.
하지만 그녀는 재판 중에 두드러진 활동에 제약을 받아 TV 출연 등은 거의 하지 않았지만, 콘서트와 디너쇼를 개최하면 확실한 관객동원 능력을 보여주었다. 대형 호텔에서 열린 행사는 만원이 될 정도로 그녀의 인기는 근거를 확보하고 있는 것이었다.
그녀는 남편과의 이혼, 부채에 따른 재판, 갱년기 장애와 우울증 등에 시달리고 있었다. 2006년에서야 재판에서 화해가 성립되어 본격적인 음악활동을 재개했다. 그녀는 "도시바-EMI" 시절의 히트곡들을 새롭게 부르고 3곡의 신곡을 추가해서, <계은숙 : 2006 뉴 베스트>(桂銀淑 2006 NEW BEST) 앨범을 발표했다.

### 복귀와 각성제 소지혐의 재판
계은숙은 2007년 TV 출연을 비롯한 미디어에 적극 모습을 보이면서, 전국 투어를 재개했다. 도쿄에서는 유서깊은 "메이지자"(明治座)에서 최초의 공연을 갖기도 했다. 하지만 순조로운 부활을 하는 것으로 보이던 그녀는, 그해 11월 26일 "관동지방 후생국 마약단속부"(関東信越厚生局麻薬取締部)에 의해 돌연 "각성제 단속법" 위반 혐의로 검거되었다. 그녀는 "스스로 사용할 작정이었다. 죄송하게 되었습니다"라며 혐의를 인정했다. 이후 "도쿄 지방법원"은 12월 21일 즉결재판을 통해, 그녀의 각성제단속법 위반 혐의에 대해 징역 1년 6개월에 집행유예 3년을 선고했다. 선고 이후 귀국했다.

## 정규 음반
- 1978년 배 타고 간 님 / 총각님 (유니버설레코드)
- 1980년 노래하며 춤추며 / 기다리는 여심 (서라벌레코드)
- 1981년 보고픈 걸 어떡해 / 사랑이면 다인 것을 (서라벌레코드)
- 1981년 다정한 눈빛으로 / 나에겐 당신밖에 (태양음향)
- 1982년 다정한 눈빛으로 / 연정 (태양음향)
- 1986년 바람은 왜 불었나요 / 비의 초상 (오아시스)

## 수상 경력
| 년도   | 시상식                       | 상                              | 수상 작품            |
| ------ | ---------------------------- | ------------------------------- | -------------------- |
| 1986년 | 제19회 전일본유선방송대상    | 신인상                          | 大阪暮色             |
| 1987년 | 제20회 일본유선대상          | 협회 선장                       | すずめの涙           |
| 1987년 | 제20회 전일본유선방송대상    | 노미네이트                      | すずめの涙           |
| 1987년 | 제8회 고가마사오기념음악대상 | 입상                            | すずめの涙           |
| 1987년 | 제16회 동경음악제 아시아데이 | 한국대표                        | すずめの涙           |
| 1988년 | 제21회 일본유선대상          | 그랑프리                        | 夢おんな             |
| 1988년 | 제21회 일본유선대상          | 중간발표 엔카부문 1위           | 夢おんな             |
| 1988년 | 제21회 일본유선대상          | 최다리퀘스트가수상              | 夢おんな             |
| 1988년 | 제21회 일본유선대상          | 유선음악상                      | 夢おんな             |
| 1988년 | 제21회 전일본유선방송대상    | '88상반기우수스타상             | 夢おんな             |
| 1988년 | 제21회 전일본유선방송대상    | 요미우리TV 최우수상             | 夢おんな             |
| 1988년 | 제21회 전일본유선방송대상    | 특별상                          | 夢おんな             |
| 1988년 | 제19회 일본가요대상          | 입상                            | 夢おんな             |
| 1988년 | 제15회 요코하마음악제        | 엔카상                          | 夢おんな             |
| 1988년 | 제9회 고가마사오기념음악대상 | 입상                            | 夢おんな             |
| 1988년 | 제7회 메갈로폴리스가요제     | 팝송부문 입상                   | 夢おんな             |
| 1989년 | 제31회 일본레코드대상        | 금상                            | 酔いどれて           |
| 1989년 | 제20회 일본가요대상          | 방송음악상                      | 酔いどれて           |
| 1989년 | 제15회 전일본가요음악제      | 금상                            | 酔いどれて           |
| 1989년 | 제22회 일본유선대상          | 유선음악상                      | 酔いどれて           |
| 1989년 | 제22회 전일본유선방송대상    | 심사위원회 우수상               | 酔いどれて           |
| 1989년 | 제18회 FNS가요제             | 우수가요음악상                  | 酔いどれて           |
| 1990년 | 제32회 일본레코드대상        | 앨범 대상                       | 真夜中のシャワー     |
| 1990년 | 제23회 일본유선대상          | 유선음악우수상                  | 真夜中のシャワー     |
| 1990년 | 제23회 전일본유선방송대상    | 요미우리TV 최우수상             | 真夜中のシャワー     |
| 1990년 | 제23회 전일본유선방송대상    | 우수스타상                      | 真夜中のシャワー     |
| 1990년 | 제23회 일본작사대상          | 입상                            | 真夜中のシャワー     |
| 1990년 | 제18회 긴자음악제            | 특별상                          | 真夜中のシャワー     |
| 1990년 | 제16회 전일본가요음악제      | 특별상                          | 真夜中のシャワー     |
| 1990년 | 제9회 메갈로폴리스가요제     | 팝송대상                        | 真夜中のシャワー     |
| 1991년 | 제33회 일본레코드대상        | 골든디스크상                    | 悲しみの訪問者       |
| 1991년 | 제33회 일본레코드대상        | 편곡상                          | 悲しみの訪問者       |
| 1991년 | 제6회 일본골든디스크대상     | 앨범상 가요곡・엔카부문（여자） | 桂銀淑 全曲集        |
| 1992년 | 제34회 일본레코드대상        | 골든디스크상                    | 都会の天使たち       |
| 1992년 | 제25회 일본유선대상          | 유선음악우수상                  | 都会の天使たち       |
| 1992년 | 제25회 일본작사대상          | 입상                            | 都会の天使たち       |
| 1994년 | 제36회 일본레코드대상        | 우수상                          | 花のように鳥のように |
| 1994년 | 제36회 일본레코드대상        | 작사상                          | 花のように鳥のように |
| 1994년 | 제27회 일본작사대상          | 우수작품상                      | 花のように鳥のように |
| 1995년 | 제28회 일본작사대상          | 입상                            | ベサメムーチョ       |
| 1997년 | 제30회 일본작사대상          | 입상                            | 「Yes」と答えて      |

## NHK 홍백가합전 출연 경력
| 년도/회차     | 출연 횟수 | 곡명                        | 출연 순서 | 대결 가수                    |
| ------------- | --------- | --------------------------- | --------- | ---------------------------- |
| 1988년/제39회 | 1         | すずめの涙                  | 07/20     | 호리우치 다카오 (堀内孝雄)   |
| 1989년/제40회 | 2         | 酔いどれて                  | 21/27     | 호소카와 타카시 (細川たかし) |
| 1990년/제41회 | 3         | 真夜中のシャワー            | 26/29     | 이쓰키 히로시 (五木ひろし)   |
| 1991년/제42회 | 4         | 悲しみの訪問者              | 25/28     | 모리 신이치 (森進一)         |
| 1992년/제43회 | 5         | 都会の天使たち              | 19/28     | 호리우치 다카오 (堀内孝雄)   |
| 1993년/제44회 | 6         | アモーレ 〜はげしく愛して〜 | 18/26     | 호리우치 다카오 (堀内孝雄)   |
| 1994년/제45회 | 7         | 花のように鳥のように        | 19/25     | 마에카와 키요시 (前川清)     |

## 싱글
| No. | 곡명                         | 번역                     | 발매일     | 작사               | 작곡       | 편곡     |
| --- | ---------------------------- | ------------------------ | ---------- | ------------------ | ---------- | -------- |
| 1   | 大阪暮色                     | 오사카 보쇼쿠(사모)      | 1985.07.20 | 浜圭介             | 浜圭介     | 高田弘   |
| 2   | すずめの涙                   | 참새의 눈물              | 1987.04.22 | 荒木とよひさ       | 浜圭介     | 若草恵   |
| 3   | ボン・ボヤージ               | Von Voyage               | 1987.12.25 | 浜圭介             | 浜圭介     | 高田弘   |
| 4   | 夢おんな                     | 꿈이 여인                | 1988.07.27 | FUMIKO             | 浜圭介     | 桜庭伸幸 |
| 5   | 酔いどれて                   | 흠뻑 취해서              | 1989.04.12 | 吉岡治             | 浜圭介     | 高田弘   |
| 6   | グッバイラブ                 | 굿바이 러브              | 1990.01.24 | FUMIKO             | 浜圭介     | 高田弘   |
| 7   | 真夜中のシャワー             | 한밤중의 샤워            | 1990.06.27 | 岡田冨美子         | 浜圭介     | 川村栄二 |
| 8   | 東京HOLD ME TIGHT            | 도쿄여! 날 꼭 안아 줘    | 1991.01.11 | 大津あきら         | 浜圭介     | 若草恵   |
| 9   | 悲しみの訪問者               | 슬픈 방문객              | 1991.07.26 | 荒木とよひさ       | 三木たかし | 川村栄二 |
| 10  | 未来女（みらいびと）         | 미래의 여인              | 1991.12.04 | 大津あきら（역사） | G. NACASH  | 川村栄二 |
| 11  | アモーレ 〜はげしく愛して〜  | 아모레 격렬하게 사랑해줘 | 1993.04.14 | 阿久悠             | 浜圭介     | 若草恵   |
| 12  | 花のように鳥のように         | 꽃처럼 새처럼            | 1994.01.19 | 阿久悠             | 杉本眞人   | 宮崎慎二 |
| 13  | ベサメムーチョ               | 베사메무쵸               | 1995.03.29 | FUMIKO             | 杉本眞人   | 桜庭伸幸 |
| 14  | ソファーにパジャマを座らせて | 소파에 파자마를 앉혀서   | 1996.06.05 | 岡田冨美子         | 杉本眞人   | 川村栄二 |
| 15  | 愛ひとつ 夢ひとつ            | 사랑 하나 꿈 하나        | 1996.09.20 | 岡恵美子           | 国吉良一   | 国吉良一 |
| 16  | 葉桜                         | 어린 잎이 난 벚나무      | 1997.01.15 | 岡恵美子           | 岡本朗     | 国吉良一 |
| 17  | 「Yes」と答えて              | 「Yes」라고 대답해 줘    | 1997.07.16 | 荒木とよひさ       | 弦哲也     | 川村栄二 |
| 18  | 人魚伝説                     | 인어전설                 | 1998.04.01 | 岡田冨美子         | 浜圭介     | 今泉敏郎 |
| 19  | プリーズ…                    | Please                   | 1998.10.07 | 岡田冨美子         | 浜圭介     | 岩本正樹 |
| 20  | 昭和最後の秋のこと           | 쇼와 마지막 가을의 일들  | 1999.07.01 | 阿久悠             | 浜圭介     | 川村栄二 |
| 21  | ラ・ヒターナ 〜La Gitana〜   | -                        | 1999.09.01 | 麻生圭子           | 梅林茂     | 梅林茂   |
| 22  | あなたのそばに               | 당신 곁으로              | 2001.06.06 | 渡辺なつみ         | 浜圭介     | 川村栄二 |
| 23  | J                            | J                        | 2003.05.08 | 李世健・三佳令二   | 李世健     | 竜崎孝路 |
| 24  | 終電車                       | 마지막 전차              | 2005.11.30 | 阿久悠             | 浜圭介     | 若草恵   |

#### 듀엣 싱글
| No. | 곡명           | 번역              | 가수                       | 발매일     | 작사         | 작곡     | 편곡     |
| --- | -------------- | ----------------- | -------------------------- | ---------- | ------------ | -------- | -------- |
| 1   | 北空港         | 북쪽의 공항       | 하마 케이스케 (浜圭介)     | 1987.11.05 | やしろよう   | 浜圭介   | 桜庭伸幸 |
| 2   | 恋・あなた次第 | 사랑, 당신 뜻대로 | 하마 케이스케 (浜圭介)     | 1989.09.13 | やしろよう   | 浜圭介   | 桜庭伸幸 |
| 3   | 愛始発         | 사랑의 시작       | 하마 케이스케 (浜圭介)     | 1989.10.11 | やしろよう   | 浜圭介   | 桜庭伸幸 |
| 4   | ふるさと       | 고향              | 야마카와 유타카 (山川豊)   | 1990.09.05 | やしろよう   | 浜圭介   | 高田弘   |
| 5   | 都会の天使たち | 도시의 천사들     | 호리우치 다카오 (堀内孝雄) | 1992.03.11 | 荒木とよひさ | 堀内孝雄 | 川村栄二 |